# Cacá Diegues

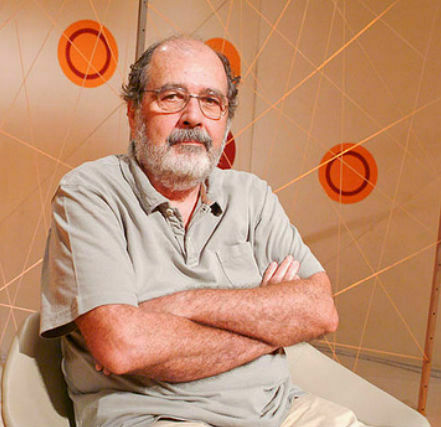
Cacá em 2014.

Carlos José Fontes Diegues, mais conhecido pelo pseudônimo Cacá Diegues OMC (Maceió, 19 de maio de 1940 – Rio de Janeiro, 14 de fevereiro de 2025), foi um roteirista, produtor, cineasta e escritor brasileiro. Um dos fundadores movimento do Cinema Novo, Diegues participou de uma série de momentos distintos da história do cinema brasileiro, com uma obra que atravessou mais de 5 décadas de produção.

## Biografia
Nascido em Maceió, Cacá Diegues foi o segundo filho do antropólogo Manuel Diegues Júnior e de uma fazendeira. Aos 6 anos de idade, sua família mudou-se para o Rio de Janeiro e instalou-se em Botafogo, bairro onde Diegues passou toda sua infância e adolescência.
Estudou no Colégio Santo Inácio, dirigido por jesuítas, até ingressar na Pontifícia Universidade Católica do Rio de Janeiro (PUC-Rio), onde fez o curso de Direito. Como presidente do Diretório Estudantil, fundou um cineclube, iniciando suas atividades de cineasta amador com David Neves e Arnaldo Jabor, entre outros. Ainda estudante, dirigiu o jornal O Metropolitano, órgão oficial da União Metropolitana de Estudantes, e juntou-se ao Centro Popular de Cultura, ligado à União Nacional dos Estudantes. O grupo da PUC e o de O Metropolitano tornaram-se, a partir do final da década de 1950, um dos núcleos de fundação do Cinema Novo, do qual Diegues foi um dos líderes, juntamente com Glauber Rocha, Leon Hirszman, Paulo Cesar Saraceni e Joaquim Pedro de Andrade. Em 1961, em colaboração com David Neves e Affonso Beato, realizou o curta-metragem Domingo, um dos filmes pioneiros do movimento.
Em 1962, no CPC, Diegues dirigiu seu primeiro filme profissional, em 35mm, Escola de Samba Alegria de Viver, episódio do longa-metragem Cinco Vezes Favela (os demais episódios são dirigidos por Joaquim Pedro de Andrade, Leon Hirszman, Marcos Farias e Miguel Borges). Seus três primeiros longas-metragens — Ganga Zumba (1964), A Grande Cidade (1966) e Os Herdeiros (1969) — são filmes típicos daquele período voluntarista, inspirados em utopias para o cinema, para o Brasil e para a própria humanidade. Polemista inquieto, ele continuou trabalhando como jornalista e a escreveu críticas, ensaios e manifestos cinematográficos, em diferentes publicações, no Brasil e no exterior.
Em 1969, após a promulgação do AI-5, Diegues deixou o Brasil, vivendo primeiro na Itália e depois na França, com sua esposa, a cantora Nara Leão. De volta ao Brasil, Diegues realizou mais dois filmes — Quando o Carnaval Chegar (1972) e Joanna Francesa (1973). Em 1976, dirigiu Xica da Silva, seu maior sucesso popular.
No ano de 1978 Diegues inventou, em entrevista ao jornal O Estado de S. Paulo, a expressão "patrulhas ideológicas" para denunciar alguns setores da crítica que desqualificavam os produtos culturais não alinhados a certos cânones da esquerda política mais ortodoxa. Nesse período de início da redemocratização do país e de renovação do cinema brasileiro, realizou Chuvas de Verão (1978) e Bye Bye Brasil (1979), dois de seus maiores sucessos.
Em 1981, integrou o júri no Festival de Cannes. Já em 1984, realizou o épico Quilombo, uma produção internacional comandada pela Gaumont francesa, um velho sonho de seu realizador.

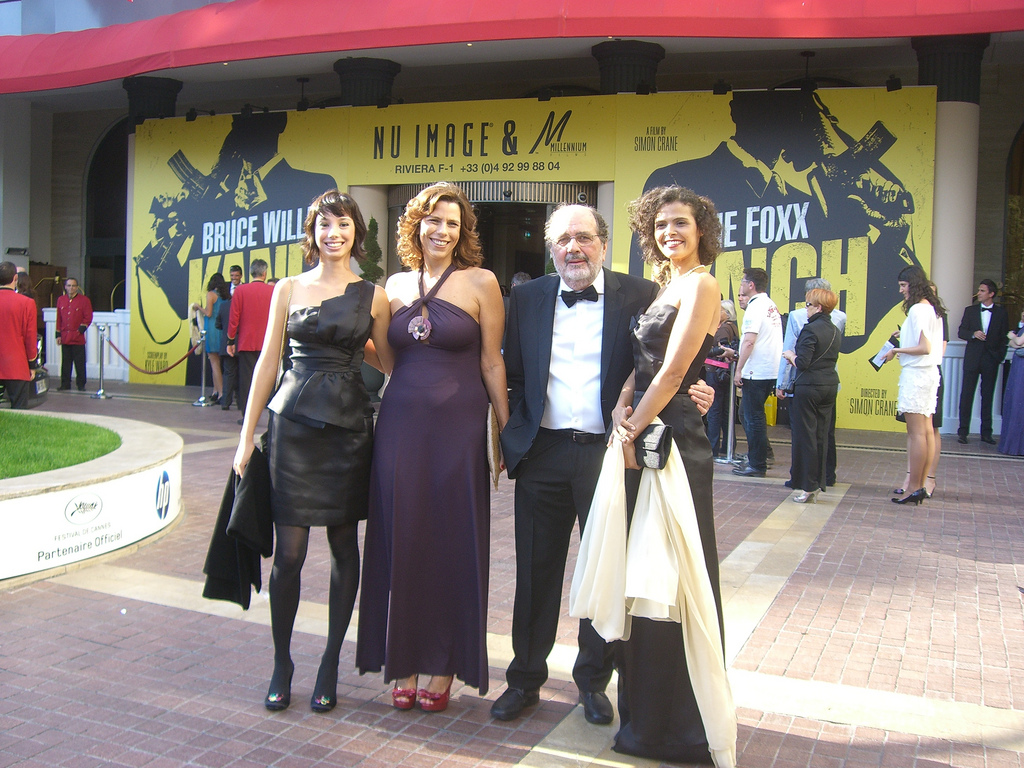
Cacá Diegues em Cannes, com Manaira Carneiro, Renata Magalhães e Luciana Bezerra

Numa fase crítica da economia cinematográfica do país, realizou dois filmes de baixo custo, Um Trem para as Estrelas (1987) e Dias Melhores Virão (1989). Na mesma fase, realizou, em parceria com a TV Cultura, Veja esta Canção (1994). Quando a nova Lei do Audiovisual finalmente foi promulgada, ele foi um dos poucos cineastas veteranos trabalhando com comerciais, documentários, videoclipes. Entre seus sucessos que seguiram incluem-se Tieta do Agreste (1996), Orfeu (1999) e Deus É Brasileiro (2003).
A maioria dos 18 filmes de Diegues foi selecionada por grandes festivais internacionais, como Cannes, Veneza, Berlim, Nova Iorque e Toronto, e exibida comercialmente na Europa, nos Estados Unidos e na América Latina — o que o torna um dos realizadores brasileiros mais conhecidos no mundo.
O cineasta foi oficial da Ordem das Artes e das Letras (l'Ordre des Arts et des Lettres) da República Francesa. Também foi membro da Cinemateca Francesa. O governo brasileiro também lhe concedeu o título de Comendador da Ordem de Mérito Cultural e a Medalha da Ordem de Rio Branco, a mais alta do país.
Teve dois filhos, Isabel e Francisco, do seu casamento com a cantora Nara Leão (se separaram em 1977, 12 anos antes de Nara falecer). Teve três netos: José Pedro Diegues Bial (2002), filho de Isabel; e Monah André Diegues (2004) e Mateo André Diegues (2005), filhos Francisco. No ano de 1981 casou-se com a produtora de cinema Renata Almeida Magalhães, com quem teve a filha Flora.
Em 2010, passou a assinar uma coluna dominical para o jornal O Globo, que manteve até seu falecimento em 2025. Seus textos redigidos entre 2010 e 2017 foram reunidos no livro Todo domingo, publicado pela editora Cobogó.
Na ocasião da visita do Papa Francisco ao Rio de Janeiro para a Jornada Mundial da Juventude, Diegues documentou a passagem do Pontífice no Brasil, resultando no documentário Rio de Fé (2013). Em 2016, o diretor recebeu a homenagem da escola de samba Inocentes de Belford Roxo, pelo grupo de acesso A, com o enredo "Cacá Diegues - Retratos de um Brasil em cena!" desenvolvido pelo Carnavalesco Márcio Puluker, ficando em 9o lugar no concurso.
Em 2018, Diegues lançou o longa O Grande Circo Místico, baseado no poema de Jorge de Lima e no espetáculo musical de Chico Buarque e Edu Lobo. No dia 30 de agosto do mesmo ano, o cineasta foi eleito novo imortal da Academia Brasileira de Letras, na cadeira de nº 7, que já foi ocupada pelo também cineasta Nelson Pereira dos Santos, pelo escritor Euclides da Cunha e pelo fundador da ABL, Valentim Magalhães. Em 2019, encabeçou o projeto CineAcademia Nelson Pereira dos Santos, visando oferecer sessões de clássicos do cinema brasileiro em sessões promovidas pela ABL, abertas ao público e seguidas de debate, realizadas no Espaço Itaú de Cinema do Rio de Janeiro. A iniciativa exibiu filmes como Limite, Argila e Rio, 40 Graus.
Diegues faleceu no Rio de Janeiro no dia 14 de fevereiro de 2025, aos 84 anos, devido a uma parada cardiorrespiratória antes de uma cirurgia na Clínica São Vicente, na Gávea, zona sul do Rio. Deixou um último filme incompleto, um spin-off de Deus É Brasileiro intitulado Deus Ainda É Brasileiro, que havia começado a ser produzido em novembro de 2022, mas teve suas gravações paralisadas em 2024 por questões orçamentárias. O filme tem previsão de lançamento para o segundo semestre de 2025.

## Filmografia
| Ano  | Título                           | Notas                                      |
| ---- | -------------------------------- | ------------------------------------------ |
| 1959 | Fuga                             | Curta-metragem                             |
| 1960 | Brasília                         | Curta-metragem                             |
| 1961 | Domingo                          | Curta-metragem                             |
| 1962 | Cinco Vezes Favela               | Segmento: Escola de Samba Alegria de Viver |
| 1964 | Ganga Zumba                      |                                            |
| 1965 | A Oitava Bienal                  | Curta-metragem                             |
| 1966 | A Grande Cidade                  |                                            |
| 1967 | Oito Universitários              | Curta-metragem                             |
| 1969 | Os Herdeiros                     |                                            |
| 1971 | Receita de Futebol               | Curta-metragem                             |
| 1972 | Quando o Carnaval Chegar         |                                            |
| 1973 | Joanna Francesa                  |                                            |
| 1974 | Cinema Íris                      | Curta-metragem                             |
| 1975 | Aníbal Machado                   | Curta-metragem                             |
| 1976 | Xica da Silva                    |                                            |
| 1978 | Chuvas de Verão                  |                                            |
| 1979 | Bye Bye Brasil                   |                                            |
| 1984 | Quilombo                         |                                            |
| 1985 | Batalha da Alimentação           | Curta-metragem                             |
| 1986 | Batalha do Transporte            | Curta-metragem                             |
| 1987 | Um Trem para as Estrelas         |                                            |
| 1989 | Dias Melhores Virão              |                                            |
| 1990 | "Exército de Um Homem Só"        | Videoclipe da banda Engenheiros do Hawaii  |
| 1994 | Veja Esta Canção                 |                                            |
| 1996 | Tieta do agreste                 |                                            |
| 1997 | For All - O Trampolim da Vitória | Como ator                                  |
| 1999 | Orfeu                            |                                            |
| 1999 | Reveillon 2000                   | Curta-metragem                             |
| 2000 | Carnaval dos 500 anos            | Curta-metragem                             |
| 2003 | Deus É Brasileiro                |                                            |
| 2006 | O Maior Amor do Mundo            |                                            |
| 2013 | Giovanni Improtta                | Como produtor                              |
| 2018 | O Grande Circo Místico           |                                            |
| 2025 | Deus Ainda É Brasileiro          | Lançamento póstumo                         |

## Premiações
- Prêmio Golden Reel de Contribuição ao Cinema Latino-Americano no Festival de Miami
- Grande Prêmio de Cinema Brasileiro de Melhor Filme e Melhor Lançamento no Cinema, por Orfeu (1999)
- Prêmio de Melhor Filme no Festival de Cartagena, por Orfeu (1999)
- Prêmio Especial do Júri no Festival Providence, por Tieta do Agreste (1996)
- Prêmio de Melhor Diretor no Festival de Taos Talking, por Tieta de Agreste (1996)
- Pukara de Melhor Filme, no Festival Latino-Americano de New England, por Tieta do Agreste (1996)
- Prêmio de Ouro no Festival de Damascus, por Tieta do Agreste (1996)
- Prêmio de Melhor Filme no Festival Providence, por Veja esta canção (1994)
- Prêmio da Crítica - FIPRESCI e Prêmio de Melhor Filme no Festival de Porto Rico, por Veja esta canção (1994)
- Prêmio da Crítica no Festival de Assunção, por Veja esta canção (1994)
- Prêmio de Melhor Diretor no Festival de Havana, por Veja esta canção (1994)
- Troféu Oscarito de Melhor Diretor, por Veja esta canção (1994)
- Prêmio de Melhor Filme no Festival de Cuiabá, por Veja esta canção (1994)
- Prêmio Especial do Júri no Festival de Biarritz, por Veja esta canção (1994)
- Prêmio de Melhor Roteiro no Festival de Cartagena, por Dias melhores virão (1989)
- Prêmio de Qualidade Artística no Festival de Biarritz, por Dias melhores virão (1989)
- Prêmio de Melhor Diretor no Festival de Havana, por Bye bye Brasil (1980)
- Prêmio Coral Especial de Gênero de Ficção, no Festival de Havana por Bye bye Brasil (1980)
- Prêmio de Melhor Filme do Ano no Festival de Londres, por Bye bye Brasil (1980)
- Candango de Melhor Diretor e Melhor Filme, no Festival de Brasília, por Xica da Silva (1976)
- Prêmio Molière de Melhor Filme e Melhor Direção, por Xica da Silva (1976)